# Dani Kulina bana
Dani Kulina bana je manifestacija koja se održava u Zenici u maju svake godine. Upravni odbor Fondacije »Kulin ban« sa sjedištem u Zenici odluku o ustanovljenju manifestacije donio je 8. decembra 2006. godine.
U okviru manifestacije se održavaju:
- Simpozijum o istoriji Bosne i Hercegovine sa određenom temom
- Promocija pobjednika konkursa za godišnju stipendiju i nagrade za najbolji magistarski i doktorski rad iz istorije BiH
- Kulturno-umjetnički program

## Spoljašnje veze
- Priređena manifestacija «Dani Kulina bana» 2008. godine
- Održana manifestacija "Dani Kulina bana"
- U znaku manifestacije “Dani Kulina bana”
- Zenica će dignuti spomenik velikom srednjovjekovnom vladaru
- «DANI KULINA BANA» 18. maja u Zenici